# Janvier 1985

## Évènements
- Ronald Reagan décide d’accorder la priorité à une réforme fiscale qui doit avoir un effet neutre sur les entrées et ne peut en aucun cas résorber le déficit.

- 1er janvier :
  - Entrée en vigueur en Suisse de l'ordonnance du 4 juillet 1984 réglementant les preuves documentaires de l'origine des marchandises en matière de commerce extérieur.
  - Jacques Delors, président de la Commission européenne.
  - Le Groenland, province autonome danoise soucieuse de protéger ses ressources marines, se retire de la CEE.

- 5 janvier (Brésil) : d'immenses manifestations populaires ont obligé le général João Figueiredo à rendre le pouvoir, et un civil, Tancredo Neves est élu président de la République avec 480 voix contre 180. Il meurt le 21 avril avant son investiture. Gouvernement civil et démocratie au Brésil.

- 14 janvier : Hun Sen, Premier ministre du Cambodge.

- 21 janvier : Ronald Reagan[1] prête serment pour son second mandat.
- 25 janvier: L'Ingénieur-Général AUDRAN est assassiné devant son domicile.

## Naissances
- 4 janvier : Jocksy Ondo-Louemba, journaliste et écrivain gabonais.
- 5 janvier : Mélanie Bernier, actrice française.
- 6 janvier : Alex Turner, musicien anglais, chanteur et guitariste des groupes Arctic Monkeys et The Last Shadow Puppets.
- 7 janvier : Lewis Hamilton, pilote automobile anglais de Formule 1
- 9 janvier : Tino Costa footballeur argentin
- 10 janvier : 
  - Claudio Capéo, chanteur et accordéoniste français.
  - Yohann Malory, auteur-compositeur-interprète français.
- 11 janvier : Kazuki Nakajima, pilote automobile japonais de GP 2.
- 13 janvier : Sol Bamba, footballeur franco-ivoirien († 31 août 2024).
- 15 janvier : Juan Ricondo, chanteur, acteur et compositeur espagnol.
- 16 janvier : Sidharth Malhotra, acteur indien.
- 17 janvier : Simone Simons, chanteuse mezzo soprano du groupe Epica (Pays-Bas).
- 18 janvier : Kesarin Chaichalermpol, actrice thaïlandaise.
- 28 janvier : 
  - Daniel Carcillo, hockeyeur professionnel canadien.
  - Colin Fraser, hockeyeur professionnel canadien.
  - Tom Hopper, acteur anglais.
  - Lisbeth Lenton, nageuse australienne.
  - Arnold Mvuemba, footballeur français.
  - Wafa Ammouri, haltérophile tunisienne.

## Décès
- 1er janvier : Hermann Reutter, compositeur et pianiste allemand (° 17 mai 1900).

- 2 janvier : Jacques de Lacretelle, écrivain français.

- 19 janvier : Sylvain Grysolle, coureur cycliste belge (° 12 décembre 1915).